# Салыгин, Валерий Иванович
Вале́рий Ива́нович Салы́гин (также Салыга; род. 14 декабря 1938, Днепропетровск) — советский и российский учёный в области энергетики, педагог, доктор технических наук (1973), профессор. Директор Международного института энергетической политики и дипломатии при МГИМО.
Член-корреспондент РАН (1991). Лауреат Государственной премии СССР (1989) и Государственной премии РФ (1995). Советник I класса (2003).

## Биография
В 1956—1961 годах обучался в Харьковском горном институте, а в 1964—1967 годах обучался в аспирантуре этого вуза и защитил кандидатскую диссертацию «Исследование с применением ЭВМ газового режима подготовительного забоя как объекта системы автоматического управления проветриванием шахт» (первый вариант: «Исследование с применением ЭВМ процесса флотации угля как объекта автоматического управления»).
В 1967—1978 годах работал в Московском институте стали и сплавов.
В 1973 году защитил докторскую диссертацию на тему: «Разработка теории и методов синтеза автоматизированных систем управления сложными динамическими объектами топливно-энергетического комплекса» («Анализ и синтез методов идентификации и оптимизации в АСУ технологическими процессами»).
В 1978 году назначен начальником Главного управления научно-исследовательских работ Министерства высшего и среднего профессионального образования СССР.
В 1989 году стал первым директором государственного научного центра «Союзнаука».
В 1990-х годах — заместитель Министра образования Российской Федерации.
7 декабря 1991 года избран членом-корреспондентом РАН.
С 2000 года — директор Международного института энергетической политики и дипломатии (МИЭП) при МГИМО.
Под его руководством подготовлено более 40 докторов и кандидатов наук.
Валерий Салыгин — член Комиссии по государственным премиям при Президенте Российской Федерации, член Экспертного совета по энергетике Государственной думы РФ, член Научно-технического совета корпорации «Газпром».

## Научные труды
Автор более 400 научных работ и изобретений, в том числе 7 монографий.

## Награды
- Орден «За заслуги перед Отечеством» III степени (21 мая 2024) — за заслуги в научно-педагогической деятельности, подготовке высококвалифицированных специалистов и многолетнюю добросовестную работу[3].
- Орден «За заслуги перед Отечеством» IV степени (4 декабря 1998) — за заслуги перед государством, многолетний добросовестный труд и большой вклад в укрепление дружбы и сотрудничества между народами[4].
- Орден Александра Невского (1 марта 2017) — за заслуги в развитии науки, образования, подготовке квалифицированных специалистов и многолетнюю добросовестную работу[5].
- Орден Почёта (18 декабря 2008) — за достигнутые трудовые успехи и многолетнюю плодотворную работу[6].
- Орден Дружбы народов (1986)
- Государственная премия СССР (1989) — за создание автоматической системы управления с многовариантной структурой для управления промышленными комплексами
- Государственная премия РФ (1995) — за цикл работ «Теория и принципы построения систем идентификации и управления динамическими объектами в условиях неопределённости»
- Отличник нефтяной промышленности СССР (1972)
- Почетный работник газовой промышленности РФ
- Почетный энергетик